# Abdulrazak Gurnah

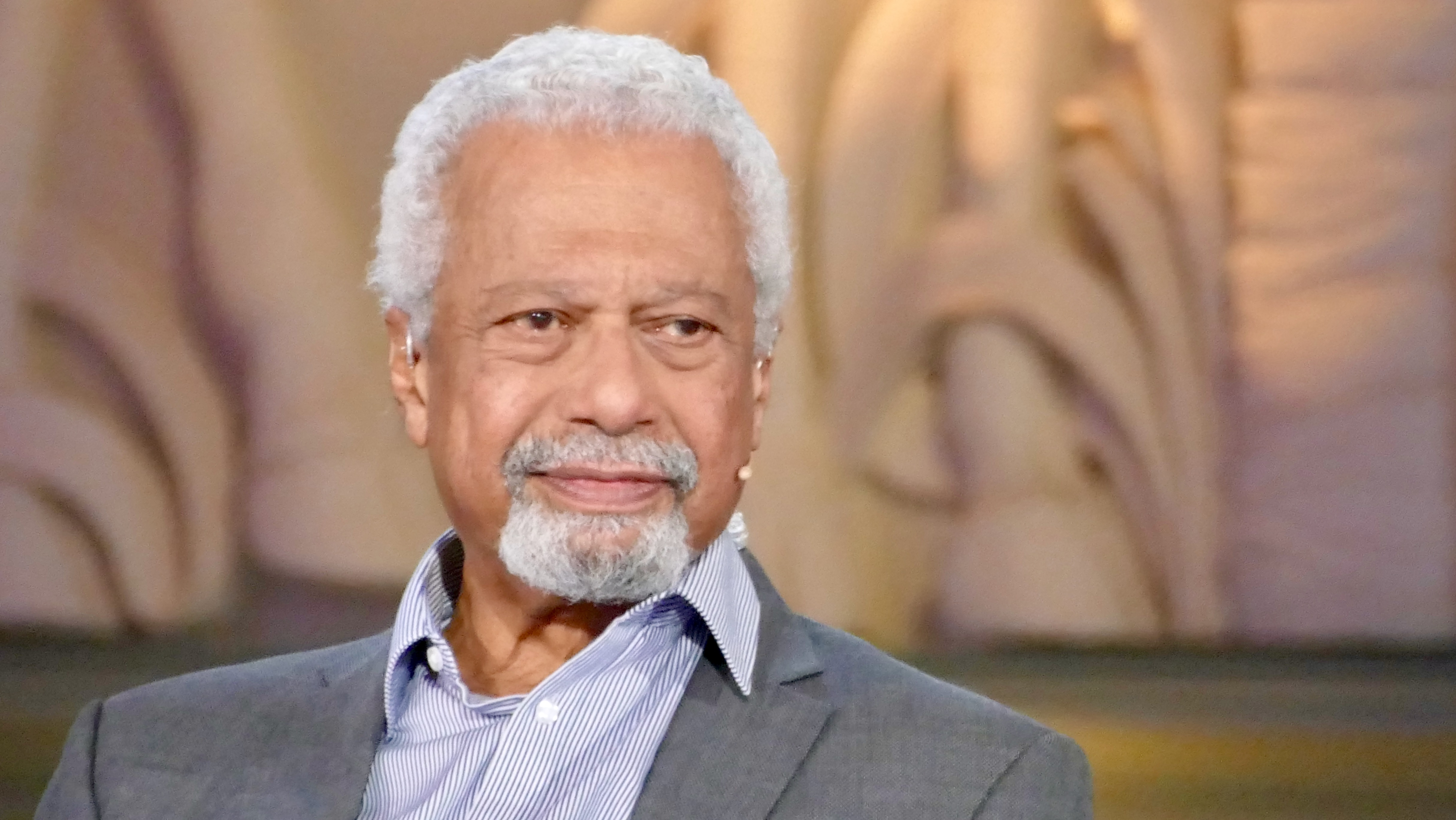
Abdulrazak Gurnah auf der „Blauen Couch“ in Leipzig (2022)

Abdulrazak Gurnah (* 20. Dezember 1948 im Sultanat Sansibar) ist ein britischer Hochschullehrer und Schriftsteller. 2021 wurde er mit dem Nobelpreis für Literatur ausgezeichnet.

## Leben
Gurnah gehörte zur muslimisch-arabischstämmigen Minderheit in Sansibar; seine Muttersprache ist Swahili. 1968 kam er als Flüchtling nach Großbritannien und studierte zunächst am Christ Church College in Canterbury, dessen Abschlüsse damals von der Universität London verliehen wurden. Von 1980 bis 1982 lehrte Gurnah an der Bayero University Kano in Kano, Nigeria. Anschließend ging er an die University of Kent, wo er 1982 promovierte und bis zu seinem Ruhestand als Professor für Englisch und postkoloniale Literaturen lehrte.

## Auszeichnungen
2006 wurde Gurnah zum Fellow der Royal Society of Literature gewählt. Er war 2016 Juror beim Man Booker Prize, nachdem er 1994 mit Paradise auf der Shortlist und 2001 mit By the Sea auf der Longlist des Booker Prize gestanden hatte.
Im Jahr 2021 erhielt Abdulrazak Gurnah den Nobelpreis für Literatur „für sein kompromissloses und mitfühlendes Durchdringen der Auswirkungen des Kolonialismus und des Flüchtlingsschicksals in der Kluft zwischen Kulturen und Kontinenten“.
2023 wurde Gurnah zum Ehrenmitglied der British Academy ernannt. Im November 2023 hielt er die Marbacher Schillerrede.

## Werk

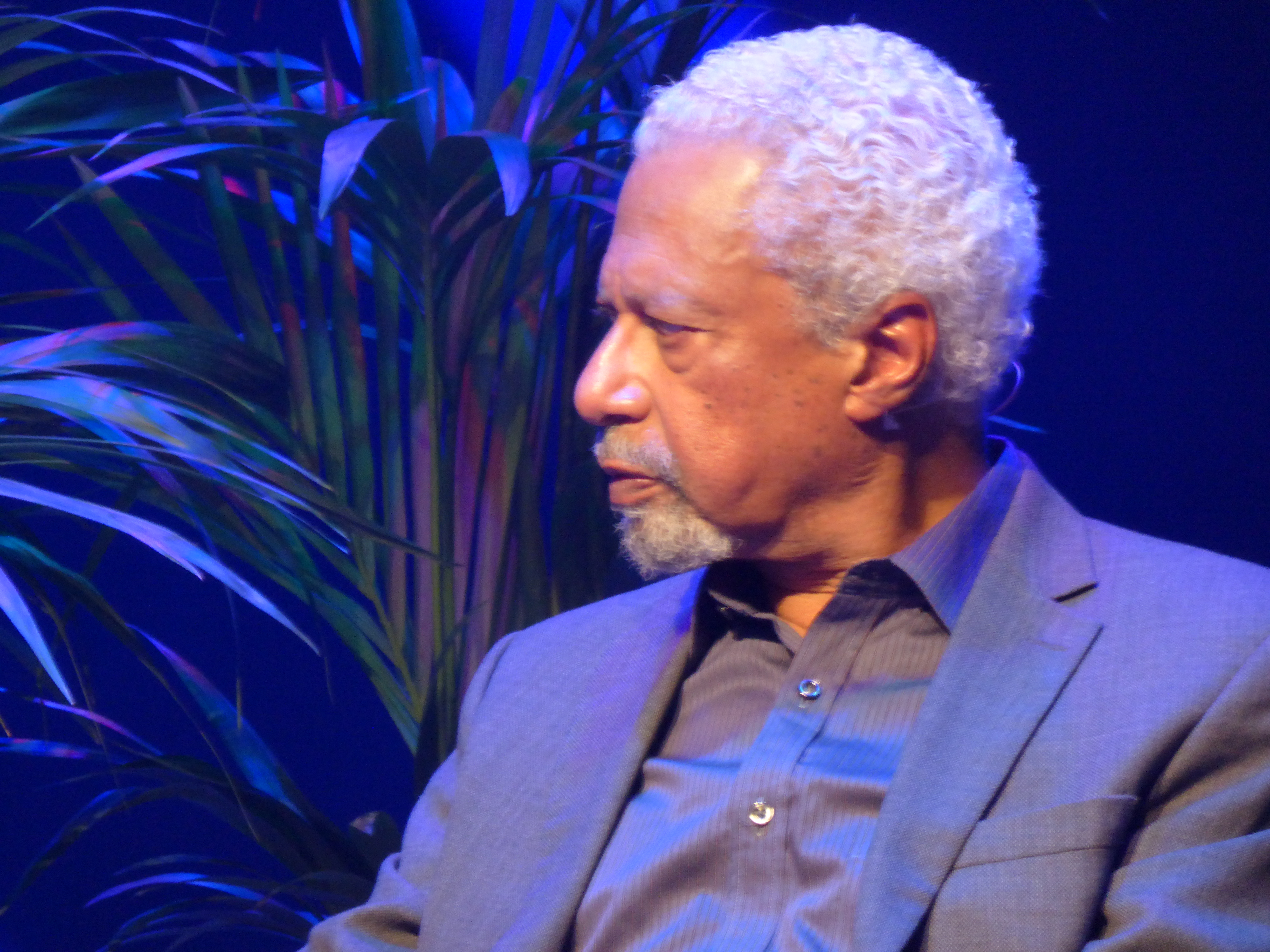
Abdulrazak Gurnah in Lillehammer (2022)

In Deutschland wurde Abdulrazak Gurnah 2004 mit seinem Roman Schwarz auf Weiß bekannt, der in Großbritannien bereits 1988 unter dem Titel Pilgrims Way erschienen war. Gurnah macht in diesem Roman den indischstämmigen Tansanier Daud zum Protagonisten, der zum Studium nach England kommt und dort vielfältige Diskriminierungen erfährt. Daud reflektiert jedoch auch, was er vor seinem Weggang aus Tansania an Grausamkeiten erlebte: die Vertreibung der Araber und Inder durch die afrikanische Bevölkerung. Gurnah erschafft in Schwarz auf Weiß auch einen negativen Gegenspieler, Karte, an dem er vorführt, dass es auch einen Rassismus gegenüber den Europäern gebe.
Heinz Hug bescheinigt dem Roman in der Neuen Zürcher Zeitung, er führe „über das Schema vieler Emigrantenromane hinaus, die die Auswanderer als bloße Opfer betrachten. Das Fehlen jeder Ideologie im Verhältnis von Kolonisierten und Kolonialherren und die differenzierte Sicht auf die Fragen der Emigration machen ‚Schwarz auf Weiß‘ zu einem überaus lesenswerten Werk“. Auch in Gurnahs weiteren Romanen ist der Kern seines Schreibens die Frage nach der Identität, so Heinz Hug. Dabei stelle er „Identität- und Alteritätsmodelle zur Diskussion, die sich unter vorkolonialen und kolonialen Bedingungen entwickelten: einerseits eine statische Auffassung von Identität, die im Fremden das ganz Andere sieht, und andererseits die Vorstellung, dass zwischen dem Selbst und dem Anderen etwas in Bewegung geraten kann“.
Zum Zeitpunkt der Zuerkennung des Nobelpreises war keiner der fünf in die deutsche Sprache übersetzten Titel mehr im Buchhandel verfügbar. Gurnahs Romane wurden von Helmuth A. Niederle, Stefanie Schaffer-de Vries, Inge Leipold, Eva Bonné sowie Thomas Brückner aus dem Englischen ins Deutsche übersetzt.

## Veröffentlichungen

### Romane

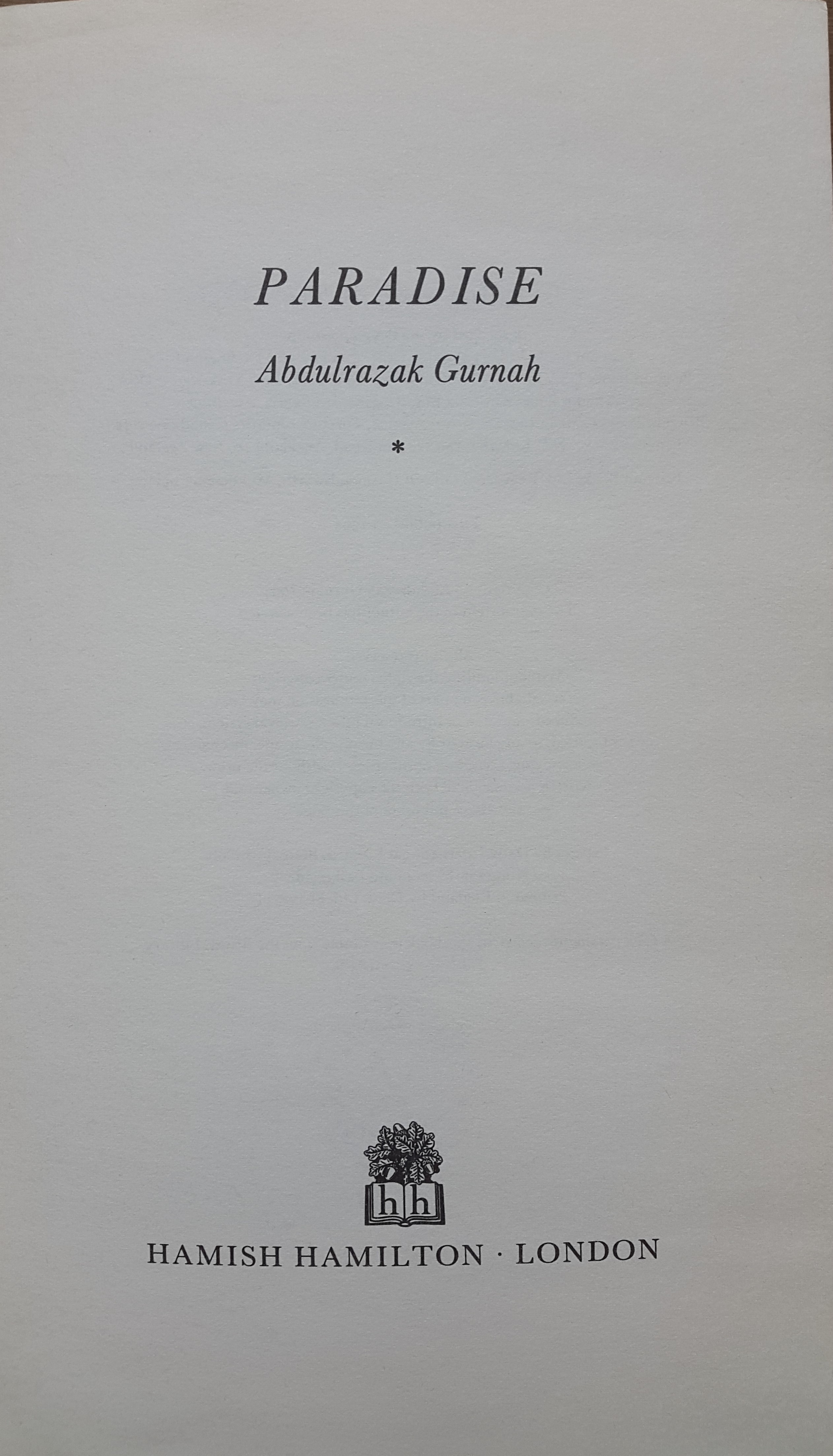
Paradise (1994)

- Memory of Departure. Jonathan Cape, London 1987, ISBN 0-224-02432-9.
- Pilgrims Way. Jonathan Cape, London 1988, ISBN 0-224-02562-7.
  - deutsch: Schwarz auf Weiß. Übersetzt von Thomas Brückner. A1, München 2004, ISBN 3-927743-72-0.
- Dottie. Cape, London 1990, ISBN 0-224-02780-8.
- Paradise. Hamish Hamilton, London 1994, ISBN 0-241-00183-8.
  - deutsch: Das verlorene Paradies. Übersetzt von Inge Leipold. Krüger, Frankfurt am Main 1996, ISBN 3-8105-0888-8; durchgesehene Neuauflage: Penguin Verlag, München 2021, ISBN 978-3-328-60258-3.[12]
- Admiring Silence. Hamish Hamilton, London 1996, ISBN 0-241-00184-6.
  - deutsch: Donnernde Stille. Übersetzt von Helmuth A. Niederle. Edition Kappa, München/Wien 2000, ISBN 3-932000-50-1.
- By the Sea. Bloomsbury, London 2001, ISBN 0-7475-5280-0.
  - deutsch: Ferne Gestade. Übersetzt von Thomas Brückner. Edition Kappa, München/Wien 2002, ISBN 3-932000-64-1; durchgesehene Neuauflage: Penguin Verlag, München 2022, ISBN 978-3-328-60260-6[13]
- Desertion. Bloomsbury, London 2006, ISBN 0-7475-7895-8.
  - deutsch: Die Abtrünnigen. Übersetzt von Stefanie Schaffer-de Vries. Berlin Verlag, Berlin 2006, ISBN 3-8270-0578-7; Neuauflage: Penguin Verlag, München 2023, ISBN 978-3-328-60261-3.
- The Last Gift. Bloomsbury, London 2011, ISBN 978-1-4088-1518-2.
- Gravel Heart. Bloomsbury, London 2017, ISBN 978-1-4088-8130-9.
  - deutsch: Das versteinerte Herz. Übersetzt von Eva Bonné. Penguin, München 2024, ISBN 978-3-328-60267-5.
- Afterlives. Bloomsbury, London 2020, ISBN 978-1-5266-1585-5.
  - deutsch: Nachleben. Übersetzt von Eva Bonné. Penguin Verlag, München 2022, ISBN 978-3-328-60259-0.
- Theft. Bloomsbury, London 2025, ISBN 978-1-5266-8010-5.

### Kurzgeschichten
- My Mother Lived on a Farm in Africa. in: NW 14: The Anthology of New Writing 14, Granta Books, London 2006, ISBN 978-1-86207-850-5.
- The arriver's tale, in: David Herd, Anna Pincus (Hrsg.): Refugee tales. Comma Press, Manchester 2016, ISBN 978-1-910974-23-0, S. 35–40

### Herausgeberschaft
- Essays on African Writing 1: A re-evaluation. Heinemann, Oxford 1993, ISBN 0-435-91762-5.
- Essays on African Writing 2: Contemporary Literature. Heinemann, Oxford 1995, ISBN 0-435-91763-3.
- The Cambridge Companion to Salman Rushdie. Cambridge University Press, Cambridge, England 2007, ISBN 978-0-521-60995-1.